# Magere Flachland-Mähwiese

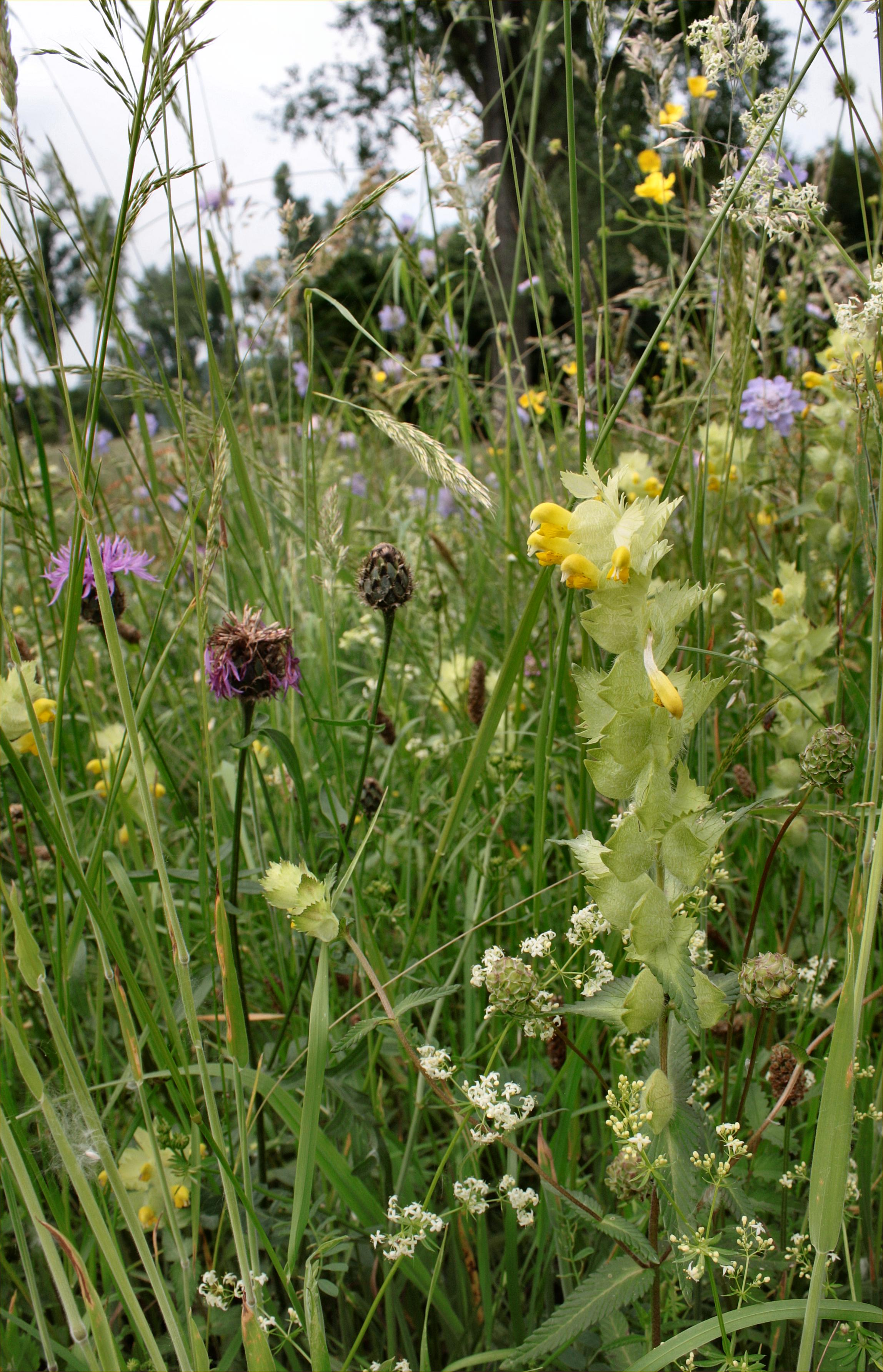
Artenreiche Mähwiese bei Zons am Rhein

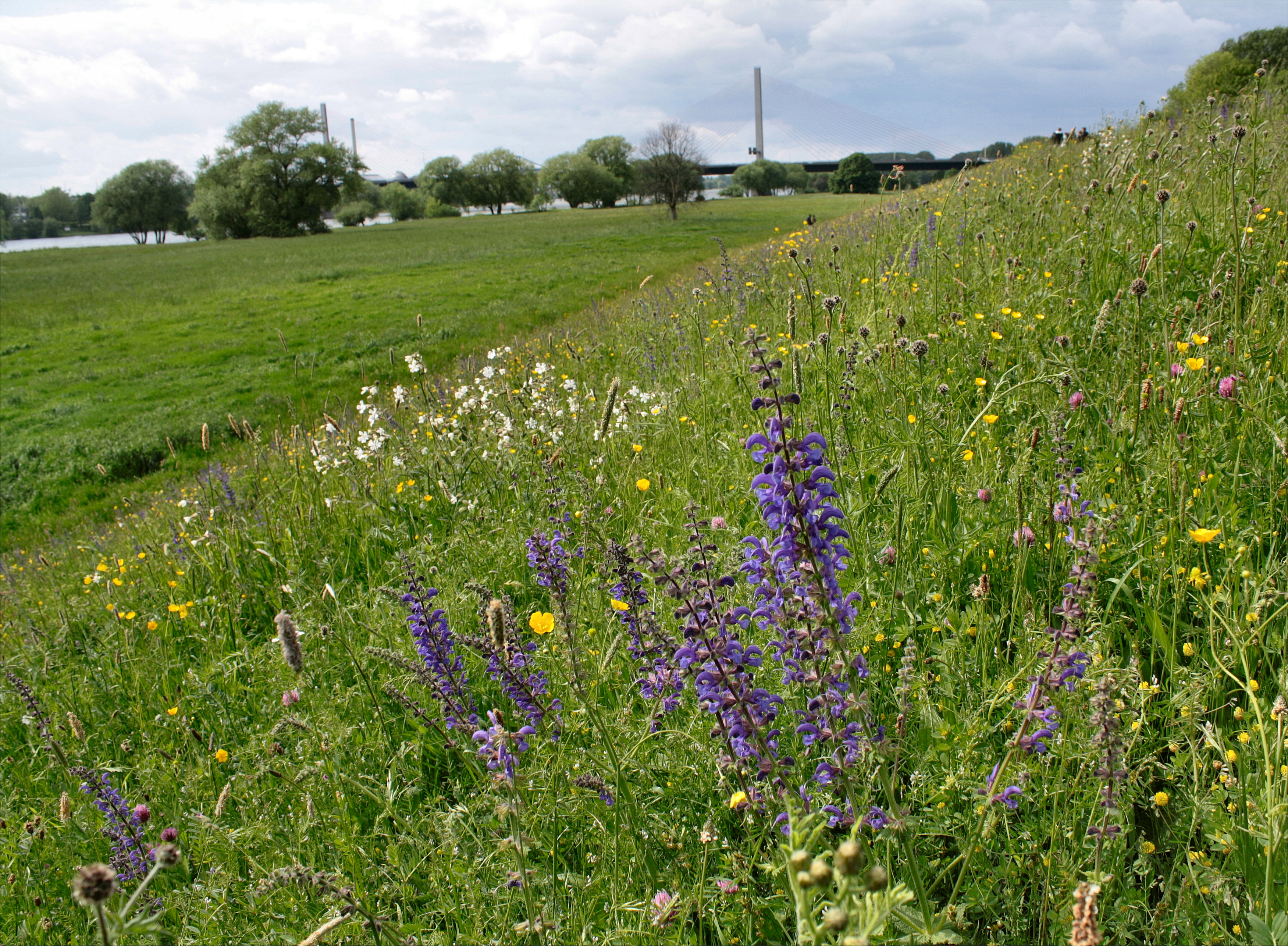
Artenreiche Mähwiese auf einem Rheindeich bei Bonn

Magere Flachland-Mähwiesen sind ein durch die FFH-Richtlinie geschützter Lebensraumtyp. Gemeinsam mit den selteneren Berg-Mähwiesen, einem nah verwandten Lebensraumtyp der FFH-Richtlinie, werden sie gemeinhin als FFH-Mähwiesen bezeichnet. FFH-Mähwiesen nehmen bei unterschiedlicher räumlicher Verteilung knapp 4 % des bundesweiten Dauergrünlands ein.

## Beschreibung
Es handelt sich um Wiesen, die im Vergleich zur heutigen Landnutzung extensiv genutzt werden. Im Spektrum naturschutzrechtlich geschützter Grünlandtypen sind sie allerdings relativ intensiv genutzt und häufig geringfügig gedüngt. Meist werden sie zweimal, an besonders wüchsigen Orten auch dreimal, in besonders mageren Varianten aber auch nur einmal jährlich genutzt. Am häufigsten werden Magere Flachland-Mähwiesen ausschließlich durch Mahd genutzt, es gibt aber auch Mähweiden (teils gemäht, teils beweidet) und noch seltener auch ausschließlich beweidete Flächen, die wiederum häufig eine Mahd-Vergangenheit hatten. Magere Flachland-Mähwiesen sind Lebensraumtypen, die sich durch eine besonders hohe Vielfalt an Pflanzenarten auszeichnen. Die Vegetationszusammensetzung hat sich sehr häufig unter Mahdnutzung an frische Standorte mit mittlerem Nährstoffangebot in niedriger bis mittlerer Höhenstufe angepasst. Bei geringem Nährstoffangebot leiten die Bestände oft zu Magerrasen (Halbtrockenrasen und ähnliches) und in Berglagen in Berg-Mähwiesen über. Das Spektrum der Mageren Flachlandmähwiesen reicht aber auch auf wechselfeuchte bis auf feuchte Standorte, wo es zu Übergängen zu Nasswiesen kommt, sowie auf mäßig trockene Standorte. Auf den verschiedenen Standorten bilden sich unterschiedliche Ausprägung aus, die in der Pflanzensoziologie allerdings heute eher nicht mehr voneinander abgegrenzt werden. Alle Ausprägungen sind an der Farbenpracht ihres hohen und vielfältigen Blütenreichtums zu erkennen. Mit 30–45 Pflanzenarten je 25 m² weisen Magere Flachland-Mähwiesen etwa drei- bis viermal so viele Arten wie intensiv genutztes Wirtschaftsgrünland auf. Die artenreichsten Bestände finden sich im Südwesten Deutschlands, während die Norddeutschlands natürlicherweise artenärmer sind. Schlecht erhaltene Bestände, die durch zu hohe Düngegaben, Futtergras-Einsaat oder unangepasste Nutzung degeneriert sind, können deutlich geringere Artenzahlen als das standörtliche Potenzial aufweisen (ca. 20 Pflanzenarten je 25 m²). Sehr gut erhaltene Wiesen, die sich durch ein hohes Alter (Standortstradition oft über 100 Jahre) und „traditionelle“ Nutzung mit allenfalls geringer Düngung auszeichnen, erreichen über 50 Pflanzenarten je 25 m². Magere Flachland-Mähwiesen lassen sich pflanzensoziologisch dem Verband Arrhenatherion elatioris, viel seltener dem Brachypodio-Centaureion nemoralis zuordnen. Für Bestände des Arrhenatherion werden Spitzerwerte von 60 Pflanzenarten angegeben werden. Rotschwingel-Rotstraußgras-Wiesen lassen sich nicht dem Arrhenatherion zuordnen, sind aber in Deutschland dennoch oft als Magere Flachland-Mähwiesen kartiert. Die FFH-Richtlinie gibt selbst nur einen groben Rahmen vor, was als Magere Flachland-Mähwiese zu verstehen ist. Die exakte Definition, die dann maßgeblich für den rechtlichen Schutz und die Kartierung der Fläche ist, wurde auf Basis der EU-Vorlage in den Bundesländern in eigenen Kartieranleitungen festgelegt.
EU-weit weist Baden-Württemberg das bedeutendste Vorkommen Magerer Flachland-Mähwiesen auf. Daneben sind Bayern und Hessen für ihre teils sehr gut erhaltenen Mageren Flachland-Mähwiesen bekannt. 
Typische Pflanzenarten sind z. B. Wiesen-Knautie, Wiesen-Margerite, Wiesen-Bocksbart und die heute bereits recht seltene Wiesen-Glockenblume. Häufig kommen auch sogenannte Magerkeitszeiger (Einstufung nach Ellenberg oder anderen Autoren) vor. Das sind beispielsweise Feld-Hainsimse, Knöllchen-Steinbrech, Rundblättrige Glockenblume. Neben höher wüchsigen Gräsern (sogenannte Obergräser) wie Glatthafer oder Wiesen-Fuchsschwanz tragen meist auch Unter- und Mittelgräser wie Rot-Schwingel oder Gewöhnliches Ruchgras zum Bestandsaufbau bei. Der jährliche Ernteertrag schwankt in Abhängigkeit des Standortes bzw. Nährstoffzufuhr zwischen etwa 30 bis 70 dt Trockenmasse je ha.
Mageren Flachland-Mähwiesen gehören zu den im Anhang I der Fauna-Flora-Habitatrichtlinie (FFH-Richtlinie, vom 21. Mai 1992, 92/43/EWG) geschützten Lebensraumtypen. Sie haben dort den EU-Code 6510. In Deutschland unterliegen sie seit 2022 gemäß § 30 Bundesnaturschutzgesetz dem gesetzlichen Biotopschutz, der Beeinträchtigungen oder gar Zerstörung der gesetzlich geschützten Biotope untersagt. Die Mageren Flachland-Mähwiesen sind auch ein Kulturgut, denn sie sind das Produkt jahrzehntelanger realtiv extensiver Nutzung und bereichern sicherlich das Landschaftsbild. Ob Magere Flachland-Mähwiesen auch einen relevanten Beitrag zum Erhalt der Tierwelt beitragen, hängt maßgeblich auch davon ab, wie die Fläche in die Landschaft eingebettet ist. Historisch handelte es sich um kleine Bewirtschaftungsflächen, die mit geringer Schlagkraft der Wiesenernte und gleichzeig eher vielen verbleibenden Saumstrukturen geerntet wurden. Heute sind die Bestände oft in eine intensiv genutzte Kulturlandschaft eingebettet, sodass vielen Tieren nach einer Nutzung der Rückzugsraum fehlt. Bei der maschinellen Ernte werden heute übliche Maschinen eingesetzt. Sie entfernen den Aufwuchs sehr schnell und unter hohen Tierverlusten. Im Verbund mit anderen Lebensraumtypen der FFH-Richtlinie ist ein relevanter Beitrag zum faunistischen Artenschutz vor allem bei der Anwendung naturverträglicher Ernteverfahren anzunehmen. Hierbei nehmen rotierende Refugien (Insektenschutzstreifen) eine Schlüsselfunktion ein.